# Nycteridopsylla ancyluris
Nycteridopsylla ancyluris är en loppart som beskrevs av Jordan 1942. Nycteridopsylla ancyluris ingår i släktet Nycteridopsylla och familjen fladdermusloppor.

## Underarter
Arten delas in i följande underarter:
- N. a. ancyluris
- N. a. johanae